# Arrondissement de Genève
L'arrondissement de Genève est l'un des trois arrondissements du département du Léman avec ceux de Bonneville et de Thonon.

## Histoire
Il est créé le 17 février 1800 et supprimé le 11 avril 1814. L'arrondissement sera démantelé : le Pays de Gex revint alors à l'Ain et la quasi-totalité de l'arrondissement de Saint-Julien-en-Genevois au nouveau département du Mont-Blanc.

## Composition
Il est composé de dix cantons : Carouge, Chesne-Thonex, Collonges, Frangy, Genève (trois cantons), Gex, Saint-Julien-en-Genevois et Reignier-Ésery.

## Sous-préfets
Genève est aussi le chef-lieu du département du Léman ; de 1811 à 1815 : « Il y a près du préfet de chaque département un auditeur au Conseil d’État qui a le titre et qui fait fonctions de Sous-Préfet de l’arrondissement. » 
Liste des sous-préfets :
- Jacob Bouthillier de Beaumont, sous-préfet de Genève le 14 janvier 1811
- Adrien, Sébastien Bourgeois de Jessaint (Adrien-Sébastien de Jessaint), sous-préfet de Genève le 7 mai 1812, confirmé le 6 juillet 1812 et le 11 avril 1813

### Sources
- « L'almanach impérial pour l'année 1810 - Chapitre X : Organisation administrative », sur napoleon-series.org (consulté le 12 août 2008)
- « Léman (département) » dans le Dictionnaire historique de la Suisse en ligne.